# Similosodus bedoci
Similosodus bedoci är en skalbaggsart som först beskrevs av Maurice Pic 1926.  Similosodus bedoci ingår i släktet Similosodus och familjen långhorningar. Inga underarter finns listade i Catalogue of Life.